# ГЕС Ласіва
ГЕС Ласіва (拉西瓦水电站) — гідроелектростанція на півночі Китаю у провінції Цінхай. Знаходячись між ГЕС Lóngyángxiá (вище по течії) та ГЕС Ніна, входить до складу каскаду на одній з найбільших річок світу Хуанхе. 
В межах проекту річку перекрили бетонною арковою греблею висотою 250 метрів та довжиною 460 метрів. Вона утримує водосховище з об’ємом 1097 млн м3 (корисний об’єм 150 млн м3) та припустимим коливанням рівня поверхні у операційному режимі між позначками 2440 та 2452 метра НРМ (під час повені до 2457 метрів НРМ). Для захисту русла річки від розмивання за дві сотні метрів нижче від головної споруджена ще одна бетонна гребля висотою 32 метри. 
Основне обладнання станції повинні становити  шість турбін типу Френсіс потужністю по 700 МВт, розраховані на використання напору від 192 до 220 метрів (номінальний напір 205 метрів). В 2009-2010 роках стали до ладу 5 турбін першої черги. Комплекс має проектну річну виробітку 10223 млн кВт-год електроенергії.
Видача продукції відбувається по ЛЕП, розрахованій на роботу під надвисокою напругою – 750 кВ.